# Celsiana
La celsiana és un feldespat poc comú. És un aluminosilicat de bari (BaAl₂Si₂O₈). El mineral es troba en roques originades per metamorfisme de contacte amb un contingut de bari significatiu. Cristal·litza en el sistema monoclínic i presenta coloracions blanques o grogues. La celsiana pura és transparent. L'aluminosilicat de bari pur sintètic és emprat com a ceràmica per rebliments dentals entre d'altres.

## Classificació
Segons la classificació de Nickel-Strunz, la celsiana pertany a «09.FA - Tectosilicats sense H₂O zeolítica, sense anions addicionals no tetraèdrics» juntament amb els següents minerals: kaliofil·lita, kalsilita, nefelina, panunzita, trikalsilita, yoshiokaïta, megakalsilita, malinkoïta, virgilita, lisitsynita, adularia, buddingtonita, anortoclasa, hialofana, microclina, ortosa, sanidina, rubiclina, monalbita, albita, andesina, anorthita, bytownita, labradorita, oligoclasa, reedmergnerita, paracelsiana, svyatoslavita, kumdykolita, slawsonita, lisetita, banalsita, stronalsita, danburita, maleevita, pekovita, lingunita i kokchetavita.

## Característiques
La fórmula de la celsiana és BaAl₂Si₂O. Forma part del grup dels feldespats i pertany a les sèries de la celsiana-hialofana i de la celsiana-ortoclàsi. Té semblances amb l'anortita i té fins a quatre polimorfs diferents. Els elements essencials són el silici, l'alumini, l'oxigen i el bari. També poden ser presents com a impureses ferro, titani, magnesi, potassi i calci. La celsiana és estable des de temperatura ambient fins als 1590 graus centígrads. Els principals elements traça són el calci i el potassi.

## Formació i jaciments
La celsiana es forma en contextos concrets. La majoria de feldespats de bari estan associats a processos exhalatius hidrotermals i a metamorfisme de baix-mig grau. També es troben contextualitzats en roques sedimentàries i metasedimentàries, així com en dipòsits de manganès, de manganès-ferro i de barita. S'ha descrit en localitats com ara Gal·les, Zamora, Alaska, Califòrnia, Suècia o el Japó.

## Estructura
La simetria de la celsiana és una mica diferent a la simetria que acostumen a presentar els feldespats. És un mineral monoclínic amb un a estructura centrada semblant a la de l'anortita. El seu grup espacial és I2/c; aquest difereix d'altres minerals del seu grup com ara l'ortòclasi o l'albita.
Les anàlisis de raigs X mostren els següents valors per als paràmetres de xarxa (eixos i angles): a = 8,622(4) Å, b = 13,078(6) Å, c = 14,411(8) Å i β = 115,2°.
La celsiana presenta 8 unitats de fórmula per cel·la. Aquesta estructura és similar a la de l'ortòclasi o la sanidina, però difereix en un parell de punts:
1. La distribució dels àtoms de silici i alumini.
2. La coordinació de tots els àtoms

La distribució del silici i l'alumini en els espais tetraèdrics juntament amb la naturalesa del bari genera un impacte en l'entramat de sílice de l'estructura. Els enllaços Si-Al es troben parcialment ordenats ocasionalment l'alumini substitueix el silici.
L'ordre en l'estructura de la celsiana és molt simple, cara tetraedre d'alumini està envoltat per quatre tetraedres de silici i vice versa. Els ions de bari tenen una configuració irregular semblant a la que presenta el potassi en els feldespats.

### Polimorfisme
Hi ha quatre polimorfs de la celsiana, dos d'aquests són minerals naturals i els altres dos són productes sintètics. El primer és la paracelsiana i la celsiana, el segon és la hexacelsiana i l'altre és un producte relacionat amb el mineral cymrita. L'ordre d'estabilitat de menys a més és: paracelsiana-->hexacelsiana-->celsiana, en un interval de temperatures entre els 500 i 1000 graus centígrads.

### Maclat
Els feldespats de bari formen cristalls uniformes òpticament en els quals les macles són poc desenvolupades, excepte en els cristalls grossos. Per a la celsiana, s'han descrit fins a divuit formes cristal·lines; onze d'aquestes coincideixen amb formes conegudes de l'ortòclasi. Les macles descrites inclouen macles de manebach en (001) i de baveno (021).

## Propietats
La celsiana presenta una exfoliació perfecta en c (001) i una exfoliació bona en b (010); aquesta exfoliació és la principal diferència amb la paracelsiana, que presenta una exfoliació indistingible. Presenta molts hàbits cristal·lins semblants a altres feldespats com ara l'ortòclasi o l'adulària; també pot formar cristalls elongats o aciculars. Normalment és incolora i transparent amb una lluïssor nacrada i no fluorescent.
La densitat de la celsiana es troba entre els 3,31 i els 3,33 g/cm³; aquesta variació pot ser deguda a les impureses que pot contenir el mineral. Té una duresa en l'escala de Mohs de 6.

## Usos
Els usos principals estan relacionats amb les indústries ceràmica i vítrica. També s'empra per a preparar celsiana monoclínica sintètica pura.